# Мёнстед, Петер
Петер Мёрк Мёнстед (дат. Peder Mørk Mønsted; 10 декабря 1859, Balle Mølle близ Грено — 20 июня 1941, Фреденсборг) — известный датский художник-реалист, признанный мастер пейзажа.

## Биография
Родился в восточной части Дании на полуострове Ютландия, в семье богатого кораблестроителя. В детстве посещал уроки рисования в художественном училище в Орхусе, позже переехал в Копенгаген. В 1875—1879 учился в датской королевской академии изящных искусств под руководством пейзажиста и портретиста Андриеса Фритца и мастера жанровой живописи Юлиуса Экснера.
Затем, Мёнстед прошёл курс обучения в школе Педера Северина Кройера, а позже переехал в Париж, где занимался в мастерской одного из самых популярных живописцев его времени Адольфа Вильяма Бугро.
В 1882 посетил Рим и остров Капри, где был покорен красотой и яркостью красок средиземноморского пейзажа.
В течение своей длительной карьеры П. Мёнстед много путешествовал, часто бывал в Швейцарии, Италии, северной Африке, а также Греции, где в течение года был гостем королевской семьи и писал их портреты.
С начала XX века и до самой смерти П. Мёнстед был одним из наиболее популярных и состоятельных живописцев. Особой популярностью пользовался в Германии у мюнхенской публики.

## Творчество
Работы П. Мёнстеда вряд ли можно отнести к академической пейзажной живописи, так как творчество Мёнстеда находилось под сильным влиянием французского импрессионизма. Художник рисует то, что видит, особенно часто поля, леса, сельские домики и дворы. Его пейзажи располагают к долгому созерцанию.
Несмотря на многочисленные поездки по миру, полотна П. Мёнстеда, в основном, написаны в Дании и изображают северные нетронутые пейзажи почти без человеческих фигур. Довольно часто на пейзажах изображал поверхностные воды: озера, ручьи, позволяющие наполнить пейзаж ещё бо́льшим ощущением атмосферы и воодушевления.
Мастеру удалось постепенно развить виртуозную эскизную технику, которая в сочетании с традиционным ландшафтным или жанровым мотивом снискала ему широкую известность среди публики.
Работы художника украшают коллекции музеев Ольборга, Баутсена, Рандерсе и многочисленные частные собрания.

## Галерея
|  |  |  |  |  |

|  |  |  |  |  |